# Onthophagus nitidior
Onthophagus nitidior är en skalbaggsart som beskrevs av Bates 1887. Onthophagus nitidior ingår i släktet Onthophagus och familjen bladhorningar. Inga underarter finns listade i Catalogue of Life.